# Мікі (Хьоґо)
Мікі (яп. 三木市) — місто в Японії, у регіоні Кінкі префектури Хьоґо.

## Географія
Розташування
Клімат
| Клімат Окаяма                              | Клімат Окаяма | Клімат Окаяма | Клімат Окаяма | Клімат Окаяма | Клімат Окаяма | Клімат Окаяма | Клімат Окаяма | Клімат Окаяма | Клімат Окаяма | Клімат Окаяма | Клімат Окаяма | Клімат Окаяма | Клімат Окаяма |
| Показник                                   | Січ.          | Лют.          | Бер.          | Квіт.         | Трав.         | Черв.         | Лип.          | Серп.         | Вер.          | Жовт.         | Лист.         | Груд.         | Рік           |
| Абсолютний максимум, °C                    | 8,0           | 8,7           | 12,1          | 18,0          | 22,6          | 25,9          | 29,3          | 31,2          | 27,5          | 21,8          | 16,2          | 10,8          | 19,3          |
| Абсолютний мінімум, °C                     | −0,5          | −0,2          | 2,6           | 7,9           | 13,0          | 17,8          | 22,2          | 23,2          | 19,1          | 12,4          | 6,5           | 1,6           | 10,5          |
| Середня кількість сонячних годин на місяць | 136,7         | 130,8         | 148,3         | 185,1         | 180,9         | 141,2         | 164,9         | 205,8         | 152,5         | 157,9         | 150,9         | 146,2         | 1895,2        |
| Норма опадів, мм                           | 35.7          | 54.3          | 97.1          | 102.6         | 142.2         | 167.5         | 141.6         | 93.4          | 140.2         | 97.4          | 63.8          | 37.1          | 1165.7        |
| ------------------------------------------ | ------------- | ------------- | ------------- | ------------- | ------------- | ------------- | ------------- | ------------- | ------------- | ------------- | ------------- | ------------- | ------------- |

## Населення
Станом на 1 квітня 2017 року населення Міку становить 76 370 особи. Густота населення 432,5 ос./км². Нижче приведена діаграма зміни чисельності населення міста за даними переписів Японії.

## Символіка
Символами міста є сосна та рододендрон індійський.

## Міста-побратими
- Вісалія, Каліфорнія, США
- Корова, Австралія